# Tristoma adcoccineum
Tristoma adcoccineum är en plattmaskart. Tristoma adcoccineum ingår i släktet Tristoma och familjen Capsalidae. Inga underarter finns listade i Catalogue of Life.